# F.A.M.E. (Maluma)
F.A.M.E. è il terzo album in studio del cantante colombiano Maluma, pubblicato il 18 maggio 2018.
È il primo album bilingue per l'artista, che canta in lingua spagnola e in lingua inglese.

## Tracce
1. Intro – 1:39
2. Corazón (feat. Nego do Borel) – 3:04
3. El préstamo – 3:39
4. Cuenta a saldo – 3:17
5. Hangover (feat. Prince Royce) – 4:01
6. Mi declaración (feat. Timbaland & Sid) – 3:45
7. How I Like It – 2:51
8. Marinero – 3:09
9. Delincuente – 3:26
10. Condena – 3:29
11. Ojos que no ven – 3:40
12. La ex (feat. Jason Derulo) – 3:11
13. Unfollow – 3:21
14. Felices los 4 (traccia bonus) – 3:49
15. Felices los 4 (salsa version) (traccia bonus) (feat. Marc Anthony) – 4:02

## Formazione
- Maluma – voce
- Edgar Barrera – chitarra
- Angel Lopez – chitarra
- Andrés Uribe – chitarra
- Dan Warner – chitarra
- Eddy Lopez – tromba

## Classifiche
| Classifica (2018)     | Posizione massima |
| --------------------- | ----------------- |
| Belgio (Fiandre)      | 88                |
| Belgio (Vallonia)     | 58                |
| Germania              | 74                |
| Italia                | 16                |
| Messico               | 9                 |
| Paesi Bassi           | 86                |
| Spagna                | 6                 |
| Stati Uniti           | 37                |
| Stati Uniti Top Latin | 1                 |
| Svizzera              | 12                |